# Museum of the Moving Image
El Museum of the Moving Image és un museu dedicat als mitjans de comunicació que està situat al barri Astoria de Queens, Nova York, a l'antic edifici d'Astoria Studios (actualment Kaufman Astoria Estudis). El museu s'inaugurà el 1988 sota el nom de l'American Museum of the Moving Image. L'any 2008 es construí una expansió dissenyada per l'arquitecte Thomas Leeser i dotada amb 67 milions dòlars americans que va mantenir el museu tancat fins al 2011.

## Descripció

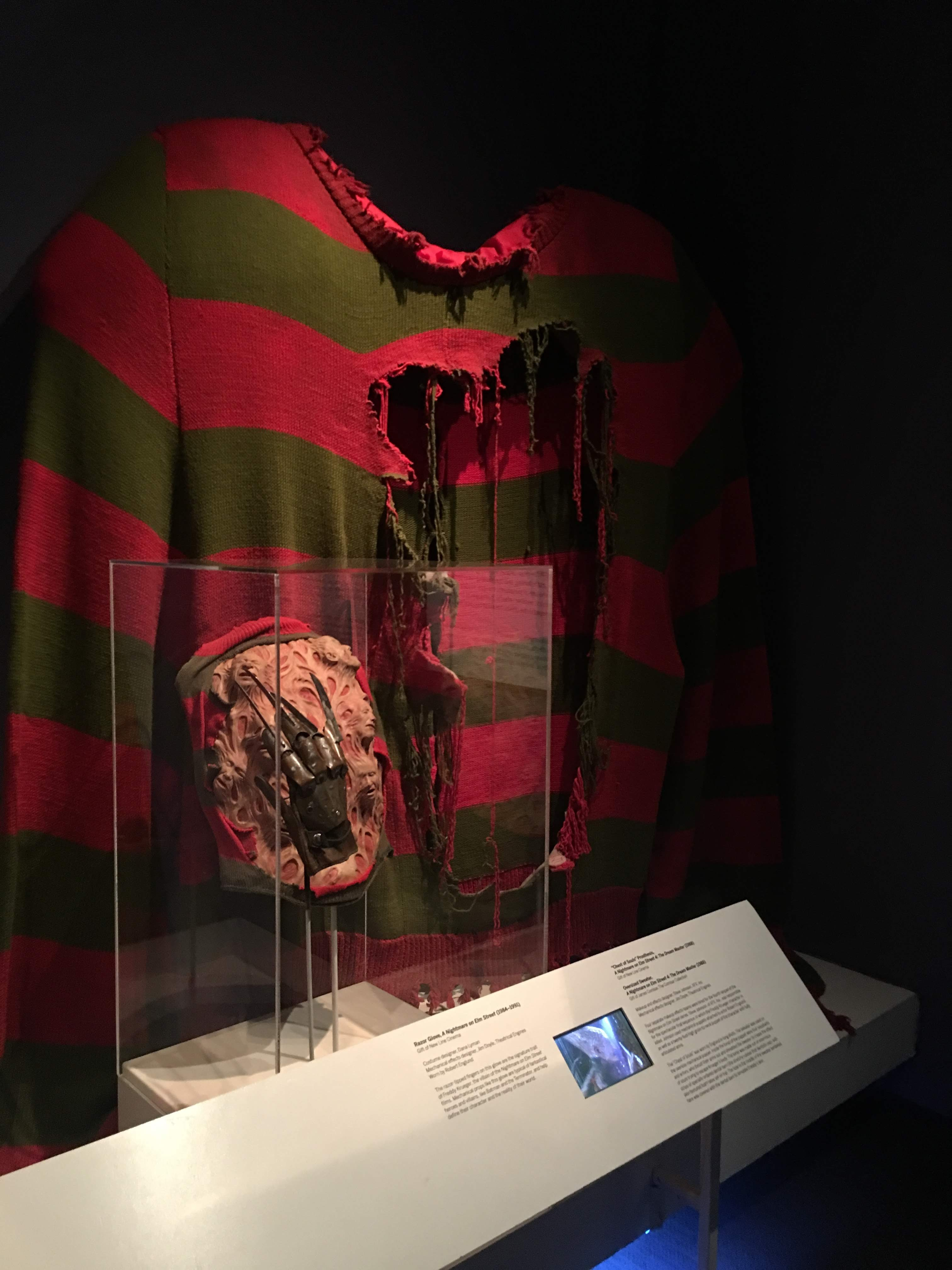
Exposició en el museu

El Museum of the Moving Image està principalment enfocat a l'art, història, tècniques i tecnologia de l'audiovisual, televisió i mitjans digitals. Recull, preserva, i proporciona accés a artefactes relacionats amb la imatge en moviment a través d'exposicions i programes educatius.
La seva missió és la de promoure la història de la indústria del cinema i la seva evolució fent ús de materials i components audiovisuals. El centre també ofereix un grup de debat sobre pel·lícules actuals, que en són molt freqüents, i diferents programes que són projectats mensualment a dues de les millors sales de projecció.
Entre aquests programes hi trobem “Changing the Picture”, “Fist & Sword”, “New Adventures in Nonfiction”, “Science on Screen”, and “Disreputable Cinema” i cadascun d'ells busca explorar i celebrar tots els aspectes de l'art i el cinema.
El museu també celebra i preserva una de les col·leccions més significatives de videojocs i la seva maquinària.
L'assistència del museu ha crescut de 60.000 visites a 120.000 entre els anys 2000 y 2011. Durant l'any 2017, el museu va obrir “the Jim Henson Exhibition”, una exposició permanent dedicada a la vida de Jim Henson i les seves creacions, i el gener de 2020, "Envisioning 2001: Stanley Kubrick Espacial Odyssey", dedicada a l'obra del director Stanley Kubrick i en celebració del 52è aniversari de la seva magnum opus "2001: una odissea de l'espai".

## Història
El 1970, la fundació sense ànim de lucre, Astoria Motion Picture and Television Center, va prendre el control d'Astoria Studios i s'assentà en l'edifici on Astoria Studios creava un gran número de produccions significatives. Les accions fetes per la fundació van revitalitzar el lloc i l'interès dels consumidors respecte la indústria, fent que es plantegés i es dugués a terme la creació del museu per tal de facilitar l'accés dels consumidors a l'estudi.
Després de set anys, el museu American Museum of the Moving Image va obrir un 10 de setembre de 1988 al vell estudi de la companyia Paramount Pictures, i amb un cost de 15 milions de dòlars americans. Aquest fet fa de l'American Museum of the Moving Image el primer museu dels Estats Units d'Amèrica que està dedicat únicament a l'art, cinema, televisió, història i tecnologia de l'audiovisual. Dies més tard, el mateix museu va ser inaugurat al Regne Unit.
El teatre del museu que es troba a Nova York, es va equipar amb projectors que poguessin presentar material en formats de pel·lícula de 70 mm, pel·lícula de 35 mm, i 16 mm, ultramodern per l'època. A més d'això, era un dels únics llocs de Nova York que exhibia impressions de nitrat velll i també oferia retransmissions televisives de moments històrics, permetent que els visitants tinguessin l'oportunitat de veure emissions fetes al llarg de tota la història de la televisió.
L'any 2005, el museu formava part de les 406 institucions d'art i serveis socials de Nova York que rebien una part dels 20 milions de dòlars de la subvenció que proporcionava la Corporació Carnegie (i en la qual hi donava de forma anònima l'alcalde de Nova York, Michael Bloomberg).
Durant el març 2008, el Museum of the Moving Image va optar per obrir una expansió de 65 milions de dòlars estadounidencs d'expansió que doblava en mida el museu on s'hi afegí un teatre nou i un espai educatiu. Tot i que el museu va romandre obert durant el període de construcció, els esdeveniments que es feien al vell teatre, llavors enderrocat i en construcció, es van haver de suspendre. El museu va obrir la nova expansió dissenyada per Leeser Arquitectura el 15 de gener de 2011.

## Programa d'educació
El Museum of the Moving Image ha impulsat diversos programes educatius: cursos d'estiu per joves i adolescents, visites guiades a escoles i grups, cursos d'estiu telemàtics i programes per a familiars i docents.
Actualment, deguda a la situació de pandèmia pel COVID-19, el museu està oferint totes les seves activitats de forma telemàtica, inclosos els cursos, sessions i visites de caràcter educatiu. No obstant, de forma externa als programes ja mencionats, el museu publica setmanalment contingut gratuït a l'abast de tothom, hi trobem: tutorials, tallers virtuals i creacions digitals fetes per joves innovadors

## Expansió
Dissenyada per l'arquitecte Thomas Leeser i oberta al públic el 15 de gener de 2011, el museu presenta un edifici modern i versàtil que permet projectar nombroses sessions a les sales Sumner M. Redstone Theater (de 267 butaques), Celeste (que compta amb 68 places) i Armand Bartos Screening Room, amb l'afegit de l'habilització de noves galeries i espais per més exposicions i presentacions artístiques.
L'expansió compta amb una part dedicada al centre Ann and Andrew Tisch Education Center, espai on el museu habilita tota mena de visites i activitats referents amb el cinema l'audiovisual per grups acadèmics, estudiants i docents. També disposa, i en connexió amb el centre anterior, el pati George S. Kaufman, lloc on els visitants s'hi poden relaxar i on de vegades s'hi realitzen projeccions, exposicions i esdeveniments (durant el bon temps).
Altres parts del museu que formen part de l'expansió són el Lobby Hearst, el terra del qual està folrat amb polièster blau; l'amfiteatre William Fox (William Fox Amphitheater) a l'esquerra, espai de projecció que compta amb, aproximandament, 158 m² (1.700 peus²); i la cafeteria Moving Image Café al fons del lobby.